# Медведжа
Медведжа (на сръбски: Медвеђа или Medveđa) е град в Ябланишки окръг, Централна Сърбия. Градът е административен център на едноименната община. Разположен е недалеч от границата в Косово. Според преброяването на населението през 2002 година Медведжа има 2810 жители.

## Население
Според преброяването на населението през 2002 година Община Медведжа има 10 760 души населени, както от тях:
- сърби (66,57%)
- албанци (26,17%)
- черногорци (3,46%)
- цигани (1%)

## Политика
В периода между 1999 и 2001 година албанската паравоенна организация „Армия за освобождение на Прешево, Медведжа и Буяновац“ води действия срещу югославските части, като целта ѝ е присъединяването на общините Прешево, Буяновац и Медведжа към Косово. Дейността ѝ привлича по-малко вниманието на международните медии след събитията в Република Македония през 2001.